# Ahmedpur Sharqia
Pour les articles homonymes, voir Ahmedpur.
Ahmedpur Sharqia, en anglais Ahmedpur East ou en français Ahmedpur-Est (en ourdou : احمد پُور شرقیہ) est une ville pakistanaise située dans le district de Bahawalpur, dans la province du Pendjab. Elle est aussi la capitale du tehsil du même nom.
La ville est située à proximité du désert du Cholistan.
Le 25 juin 2017, un accident de la route spectaculaire impliquant un camion-citerne se produit à proximité de la ville, tuant plus de 200 personnes. 
La population de la ville a été multipliée par près de trois entre 1972 et 2017, passant de 43 312 habitants à 133 369. Entre 1998 et 2017, la croissance annuelle moyenne s'affiche à 1,7 %, nettement inférieure à la moyenne nationale de 2,4 %. En 2023, la population de la ville monte à 196 618 habitants.
|            | 1972 (rec.) | 1981 (rec.) | 1998 (rec.) | 2017 (rec.) | 2023 (rec.) |
| ---------- | ----------- | ----------- | ----------- | ----------- | ----------- |
| Population | 43 312      | 56 979      | 96 415      | 133 369     | 196 618     |